# Claudi Tiberi Germànic Britànnic
Claudi Tiberi Germànic (en llatí Tiberius Claudius Caesar Germanicus), conegut amb el nom de Britànnic (Britannicus) va ser fill de l'emperador Claudi i la seva dona Valèria Messalina.
Va néixer aproximadament el 42 i se li va posar el nom de Claudius Tiberius Germanicus. Quan Claudi va aconseguir les seves preteses victòries a Britànnia se li va donar el títol de Britànnic, que es va traspassar al seu fill, que des de llavors va ser conegut per aquest nom.
Durant el regnat del seu pare va ser l'hereu presumpte de l'Imperi fins al final de l'escandalosa vida de la seva mare Messalina (48). Claudi es va casar llavors amb Agripina, l'amant de la qual, Pal·las (Pallas), la va convèncer per fer adoptar per Claudi al seu fill Luci Domici (d'un matrimoni anterior amb Gneu Domici Aenobarb). Domici es va casar amb Octàvia, germana de Britànic, amb el que, com a fill (adoptiu) i gendre passava de fet davant de Britànic en els drets imperials l'any 50.
L'any següent (51) el jove Lluci Domici (Neró) va rebre la toga viril i diverses distincions que van marcar el favor amb què el pare adoptiu el mirava com a hereu, mentre Britànic encara no tenia toga. Com que Britànic es va queixar, Agripina va aconseguir eliminar els seus principals preceptors sospitosos de guiar la seva conducta, i substituir-los per persones fidels.
Sembla que Claudi, abans de la seva mort, es va penedir del que havia fet i va voler restaurar els drets de Britànnic, però no hi va ser a temps.
Mort Claudi el va succeir Neró, i Britànnic va quedar arraconat. Agripina planejava utilitzar-lo si convenia contra el seu propi fill, i quan aquest la va contrariar el va amenaçar amb portar davant del senat una reclamació dels drets de Britànic. Neró, alarmat, va ordenar enverinar-lo, però el verí no va fer efecte. Una segona dosi més potent el va matar en un banquet l'any 55.
Britànic va ser incinerat i les seves cendres es van col·locar amb les del seu pare al Mausoleu d'August. Neró va oficiar el funeral l'endemà de la seva mort sota una gran pluja i no va ferr cap discurs d'elogi, dient que seguia "una tradició en cas de mort prematura, per no oprimir al públic amb elogis i processons". Dió Cassi diu que Neró va cobrir el cadàver de guix per amagar els efectes del verí a la pell. Mentre el cadàver era portat pel Fòrum, la pluja va deixar clar a tothom que havia estat enverinat.
Segons Suetoni, Britànnic era bon amic del que després seria l'emperador Titus, a qui el seu pare, Vespasià, havia enviat amb les legions a Britànnia. La família Flàvia va fer diversos intents d'unir-se amb la família Julioclàudia, i Titus, seguint aquesta política, va afirmar que havia estat assegut amb Britànnic la nit en que va morir. Fins i tot va assegurar haver tastat el verí, que li va provocar una malaltia greu i llarga. Titus va erigir una estàtua d'or al seu amic de la infància i va emetre monedes en la seva memòria.